# هيئة الأزياء
هيئة الأزياء هي هيئة حكومية سعودية تأسست في فبراير 2020، ومقرها في العاصمة الرياض. تهدف الهيئة لوضع إستراتيجية لقطاع الأزياء، كما تقوم باقتراح المعايير والمقاييس وإقامة المؤتمرات والمعارض والفعاليات محليا ودوليا.

## الخلفية
في عام 2019 أعلن الأمير بدر بن عبد الله الفرحان وزير الثقافة عن 27 مبادرة ستتبناها وزارة الثقافة، والتي شملت تأسيس مجمع الملك سلمان العالمي للغة العربية، إنشاء صندوق "نمو" الثقافي، إطلاق برنامج الابتعاث الثقافي، وتطوير المكتبات العامة، وإقامة مهرجان البحر الأحمر السينمائي الدولي، وغيرها، وتنتمي هذه المبادرات إلى 16 قطاعاً ثقافياً تخدمها الوزارة وهي: اللغة، والتراث، والكتب والنشر، والموسيقى، والأفلام والعروض المرئية، والفنون الأدائية، والشعر، والفنون البصرية، والمكتبات، والمتاحف، والتراث الطبيعي، والمواقع الثقافية والأثرية، والطعام وفنون الطهي، والأزياء، والمهرجانات والفعاليات، والعمارة والتصميم الداخلي والمدينة الإعلامية السعودية.

## مجلس الإدارة
تمتد عضوية إدارة المجلس لثلاث سنوات قابلة للتجديد، على أن يعقد اجتماعاته أربع مرات في العام أو كلما دعت الحاجة. ويتولى المجلس إصدار القرارات اللازمة لتحقيق أهداف الهيئة، وفق الصلاحيات المخولة له، كما يشرف على تنفيذ استراتيجياتها، ويقر السياسات المتعلقة بنشاطها، واللوائح والأنظمة والإجراءات الداخلية والفنية وجميع الخطط والبرامج التي تسير أعمالها.
في 23 يوليو 2020 م، أعلنت وزارة الثقافة عن تشكيل مجلس إدارة هيئة فنون الأزياء برئاسة الأمير بدر بن عبد الله بن فرحان وزير الثقافة، ونائب وزير الثقافة الأستاذ حامد بن محمد فايز عضواً ونائباً لرئيس المجلس، وعضوية كل من الأميرة ريما بنت بندر، والأميرة دينا بنت علي الجهني، وخالد بن أحمد الطاير، وبوراك شاكماك، ورافي ثكران.
في 7 مارس 2024، أعيد تشكيل مجلس إدارة الهيئة وضم الأميرة ريما بنت بندر بن سلطان، والدكتور توماس توشترمان، وخالد بن أحمد الطاير، ورافي ذكران، وإدوارد صباغ.

## النشاطات
- استقبلت مدينة الرياض لأول مرة أسبوعاً خاصاً بالأزياء في الفترة (20 حتى 23 أكتوبر2023) مما وضعها على خارطة الموضة العالمية، شارك بهذا الحدث 30 علامة تجارية سعودية المنشأ تساهم في تعزيز تطور قطاع الأزياء السعودي على الصعيدين المحلي والعالمي. وانطلقت فعاليات هذا الأسبوع بمعرض لمنتجات صممتها علامات تجاريّة محليّة و16عرضاً مباشراً للأزياء.[6] وكشفت الهيئة عن عودة مصمم الأزياء السعودي محمد آشي إلى الرياض، لتقديم أول عرض أزياء له في مسقط رأسه ، يذكر أن محمد آشي هو أول مصمم سعودي يشارك في أسبوع الهوت كوتور في باريس في صيف 2023، وتم قبوله رسمياً للانضمام إلى اتحاد الأزياء الراقية "هوت كوتور".[7]
- نظمت هيئة الأزياء النسخة الأولى من "أسبوع الموضة في البحر الأحمر" في الفترة الممتدة من ( 16-18مايو 2024) ، وأقيمت تلك النسخة على  شواطئ جزيرة أمهات بمنطقة البحر الأحمر وسط حضور كبير من المهتمين بقطاع الأزياء محلياً وإقليمياً وعالمياً،[8] حيث شهدت تلك النسخة 7 عروض أزياء، منها 5 سعوديّة و2 أجنبيّة، قدّم من خلالها  آخر أعمال المصممين السعوديين والمصممات السعوديات وآخرين في عدد من البلدان العربية، وعلامات تجارية عالمية متخصصة بقطاع الأزياء والموضة، وتمّ اختيار المصممة السعوديّة تيما عابد لتقديم العرض الافتتاحي لهذه الفعالية، حيث جمع العرض تصاميم تميّزت بالحداثة والفخامة  مع لمسات تراثية من الأزياء السعودية.[9][10]
- أطلقت هيئة الأزياء في 29 يوليو 2024 مسابقة إحياء التراث السعودي وذلك بالتعاون مع برنامج 100 براند سعودي، حيث تهدف المسابقة إلى تشجيع صناعة الأزياء في المملكة من خلال تسليط الضوء على الإرث الثقافي الوطني.[11]
- في 6 يونيو 2024م أطلقت هيئة الأزياء النسخة الأولى من «جوائز الأزياء السعودية» برعاية إعلامية للمجموعة السعودية للأبحاث والتسويق والإعلام SRMG.[12]

## وصلات خارجية
- الموقع الرسمي